# Mu Online
Mu Online (in coreano: 뮤 온라인) è un videogioco MMORPG in ambientazione fantasy con grafica 3D prodotto dalla WebZen e distribuito dalla North American company, K2 Network che gestisce il server ufficiale. Sono però presenti moltissimi server privati.

## Modalità di gioco
Mu Online si svolge interamente sulla base delle caratteristiche attribuite al proprio personaggio che può appartenente ad una delle classi base (Fairy Elf, Dark Wizard, Dark Knight o relative evoluzioni: Muse Elf, Soul Master, Blade Knight) oppure alle classi extra (Magic Gladiator e Dark Lord, classi accessibili solo dopo aver raggiunto un dato livello con un personaggio appartenente alle classi base).
Dalla Season 3 Episode 2 è anche presente una classe nuova, la Summoner, e dalla Season 6 il Rage Fighter.
Ognuno può decidere come sviluppare il proprio personaggio.
I personaggi generalmente vengono comunque divisi in 2 grandi categorie:
- PvP (Player versus Player, giocatore contro giocatore)
- PvM (Player versus Monster, giocatore contro mostro)

Il PvP si dedicherà ad orientare le proprie abilità (punti statistica) verso combattimento contro altri player, mentre il PvM privilegerà statistiche per farsi missare(dal verbo inglese miss inteso come far andare a vuoto il maggior numero di colpi) dai personaggi controllati dall'intelligenza artificiale e per ucciderli quanto più in fretta è possibile ed ottenere in tal modo un buon punteggio.
Il gioco si svolge in numerose città (mappe) all'interno delle quali sono presenti delle safe zone (zone sicure) ove non è possibile attaccarsi né è presente alcun tipo di mostro.
Una parte fondamentale del gioco ovviamente è la raccolta di oggetti che permettono di vestire in modo adeguato il proprio personaggio (spesso tali oggetti sono prelevati dai mostri uccisi o da eventi o enigmi risolti)
Tali oggetti spesso sono messi in vendita al mercato o sono cercati su commissioni da parte di altri giocatori. Lo scambio di oggetti è parte integrante del gioco.
Nelle città sono presenti vari NPC (Non Player Character, personaggi non giocanti) che assolvono a funzionalità specifiche, come ad esempio i Vendor (che permettono l'acquisto e la vendita di un gran numero di generi, dalle armature alle armi, dalle pozioni agli scroll/orb), il Vault Keeper (una sorta di propria banca comune a tutti i personaggi presenti su un dato account) ed il Chaos Goblin (che permette di combinare, sfruttando la sorte, diversi item al fine di ottenerne di migliori).
Con gli anni sono stati aggiunti altri NPC quali il Pet Trainer (utilizzato per creare e curare le creature del Dark Lord) e Lahap (utilizzato per accorpare le gemme e renderle più facilmente trasportabili).
In alcuni server è stato dato un uso anche ad alcuni NPC che originariamente non prevedevano nessun uso come le Guardie che spesso vengono utilizzate per resettare il proprio status di fuorilegge.
La moneta di gioco è lo Zen, utilizzata principalmente con gli NPC, ma in realtà la funzione di valuta nelle contrattazioni è svolta quasi esclusivamente dalle Jewel (di vario tipo: Chaos, Soul, Bless, Creation, Life, Harmony,Guardian) che, applicate agli oggetti, ne permettono l'innalzamento del livello ed il miglioramento delle loro qualità.

## Versioni
Ogni nuova "season" aggiunge alcune caratteristiche al gioco. Di seguito le più rilevanti.
- Pre-season 0: Versione Iniziale
- Season 0: Combo Skill, nuovo personaggio Dark Lord, Castle Siege, Chaos Castle, Kalima Event
- Season 1: Crywolf Event, Fenrir, Nuovi Set per ogni Classe
- Season 2: Shield Gauge, Kantur Event, Nuovi Set per ogni Classe, Nuovi Gioielli (Jewel of Harmony) per aumentare le caratteristiche degli oggetti, la possibilità di aggiungere le Option 380 (tramite la Chaos Machine)
- Season 3 episode 1: 3 Nuove Quest per ogni Classe, Ali di 3º livello, Illusion Temple, Nuovi Ancient Item
- Season 3 episode 2: nuovo personaggio Summoner, Nuova gestione delle skill oltre il livello 400
- Season 4: Nuovi items, mappe, mostri, Nuovo sistema di Duel e Sockets
- Season 5: Nuovo evento, mappe, mostri.
- Season 6: Nuovi items, mappe, mostri, nuovo personaggio Rage Fighter.